# Forma del corpo umano femminile

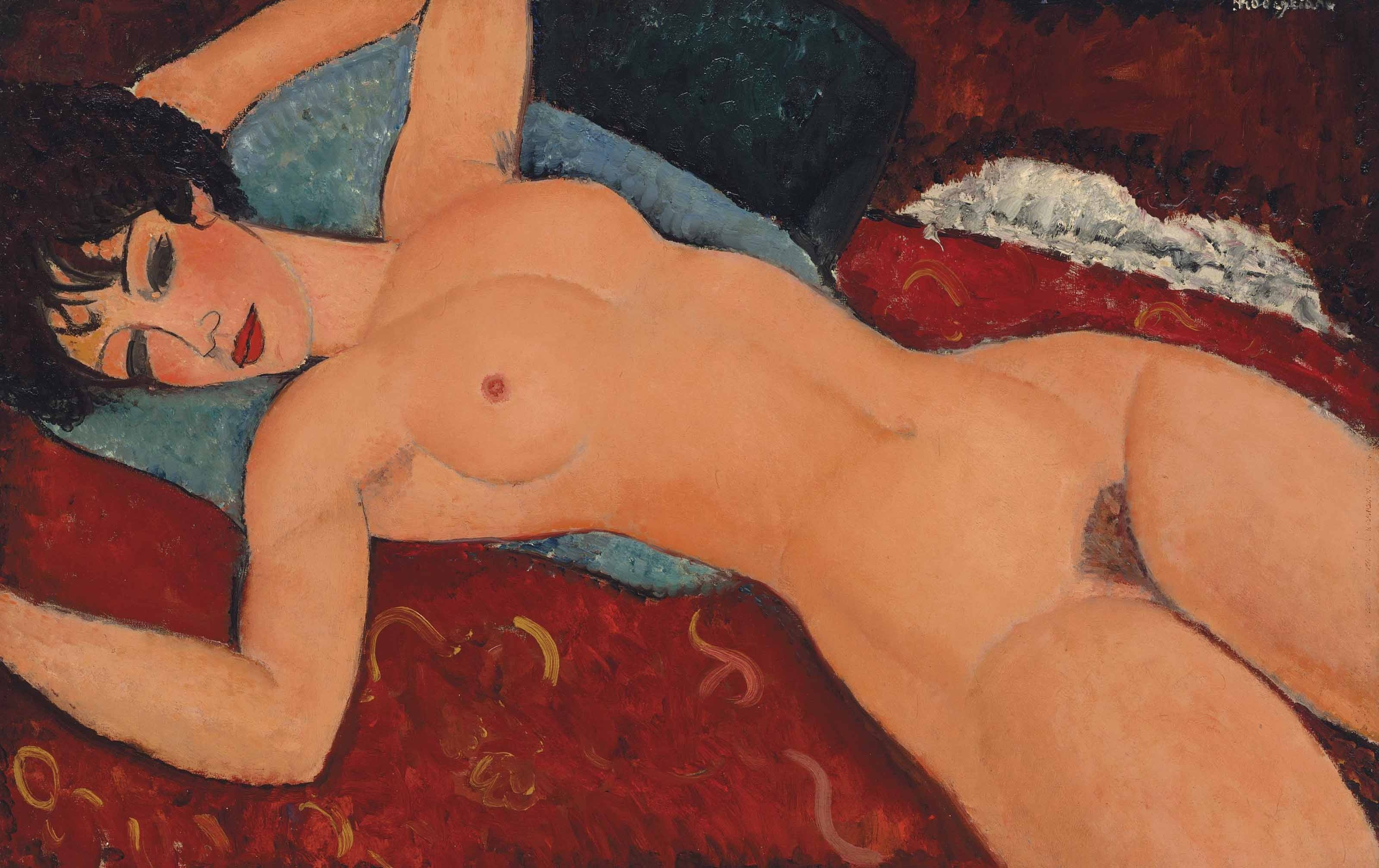
Nudo sdraiato (1917/18, collezione privata, Cina) di Amedeo Modigliani

La forma del corpo umano femminile o figura femminile è il prodotto cumulativo dato dalla struttura scheletrica di una donna associata alla quantità e distribuzione di muscolo e grasso sul corpo. Così come accade per la maggior parte dei tratti fisici, anche per quel che riguarda la generalità della forma del corpo femminile vi è una vasta gamma di concezioni relative alla sua presunta normalità nelle misure (vedi rapporti e dimensioni ideali).
L'attenzione è da sempre stata focalizzata sul corpo femminile come fonte di piacere estetico, d'attrazione sessuale, indicatore di fertilità e capacità riproduttiva nella maggioranza delle società umane. Vi sono, e vi sono state nel corso del tempo, grandi differenze in quello che dovrebbe essere considerato come forma ideale o preferibile del corpo, sia per l'attrattiva erotica che produce sia per motivi di salute (vedi oltre ai paragrafi specifici).
Il corpo delle donne si può sviluppare in una vasta gamma di forme; le figure femminili sono in genere più strette in vita e più larghe nella zona del seno e nell'anca: il busto, la vita e i fianchi vengono chiamati punti di flesso (di curvatura) della figura femminile, e i rapporti della loro circonferenza dei flessi sono utilizzati per definire la forma basilare del corpo (le famose misure 90-60-90).

## Impatto degli estrogeni
Gli estrogeni hanno un impatto significativo sulla forma del corpo di una femmina; essi sono prodotti sia dagli uomini che dalle donne, ma raggiungono livelli significativamente più alti in queste ultime, particolarmente in quelle che si trovano ancora nell'età riproduttiva. Oltre ad altre funzioni, gli estrogeni promuovono lo sviluppo del sesso femminile nel feto e la comparsa dei caratteri sessuali secondari come i seni e i fianchi.
Come risultato della maggior quantità di estrogeni immessi nel corpo durante la pubertà, le ragazze sviluppano il seno ed i loro fianchi al contempo si allargano; tuttavia, la presenza di testosterone in una donna pubere può parzialmente inibire la crescita del seno in cambio d'un accentuato sviluppo muscolare, mentre la prevalenza degli estrogeni agisce in direzione esattamente opposta.

## Distribuzione del grasso
Gli estrogeni possono anche influenzare la forma del corpo femminile in un certo numero di altri modi, tra cui l'aumento dei depositi di grasso, l'accelerazione del metabolismo, la riduzione della massa muscolare ed infine l'aumento della formazione ossea.
Gli estrogeni, come appena detto, causano alti livelli di deposito di grasso nel corpo femminile, molto più di quanto accada in quello maschile. Essi influenzano anche la distribuzione generale del grasso corporeo, causando un accumulo che viene depositato nelle natiche, nelle cosce e nei fianchi, ma generalmente non intorno alla vita la quale rimane così circa della stessa dimensione che aveva prima della pubertà.
Gli ormoni prodotti dalla tiroide, ghiandola regolante il tasso di metabolismo basale, controllano quanto velocemente il corpo utilizza l'energia e la sensibilità che il corpo viene ad avere in relazione agli altri ormoni. Quando le donne raggiungono la menopausa e l'estrogeno prodotto dalle ovaie diminuisce il grasso tende a migrare da glutei, cosce e fianchi in direzione di un suo immagazzinarsi nell'addome.
La percentuale di grasso corporeo raccomandata è più alta per le femmine, in quanto questo grasso può servire da riserva d'energia durante la gravidanza. I maschi hanno meno grasso sottocutaneo anche nel viso, a causa degli effetti del testosterone.

## Muscoli
Il testosterone è un ormone steroideo che aiuta a costruire e mantenere i muscoli attraverso l'attività e l'esercizio fisico. La quantità di testosterone prodotta varia da un individuo all'altro ma, in media, una femmina adulta produce all'incirca un decimo del testosterone prodotto da un maschio adulto, ma risulta essere maggiormente sensibile agli effetti dati da questo ormone.

## Modifiche alla forma del corpo femminile
Il processo di invecchiamento ha un inevitabile impatto sulla forma del corpo di una persona. Le concentrazioni di estrogeni influenzeranno le modalità in cui il grasso viene immagazzinato.
Prima della pubertà i maschi e le femmine hanno un rapporto simile vita-fianchi, in seguito una ragazza si vedrà crescere il seno, amplierà il bacino con le pelvi leggermente inclinate in avanti, e fino alla menopausa i livelli di estrogeni posseduti causeranno l'accumulo di grasso in eccesso nella triade glutei-fianchi-cosce. Questi fattori determinano il rapporto vita-fianchi, la cui differenza sarà più ampia nelle femmine rispetto a quanto accade nei maschi.
Durante e subito dopo la gravidanza, una donna sperimenta un parziale cambiamento di forma del proprio corpo. Dopo la menopausa, con la ridotta produzione di estrogeni da parte delle ovaie, c'è invece una tendenza del grasso a ridistribuirsi da glutei, fianchi e cosce fino alla vita, in direzione dell'addome.
I seni delle ragazze e delle donne nei primi stadi di sviluppo adulto sono comunemente alti e arrotondati, a forma di cupola o a cono, sporgendo quasi orizzontalmente dal torace. Nel corso del tempo l'abbassamento del seno tende ad aumentare a causa del suo peso naturale, del rilassamento delle strutture di sostegno e dell'invecchiamento.

## Misure
La circonferenza di busto, vita e fianchi di una donna, e dei loro rapporti reciproci, sono stati ampiamente utilizzati per definire la forma di base del corpo femminile nelle culture occidentali. Questi vengono a volte descritte come forme a banana, pera, mela o infine a clessidra. Le misurazioni sono generalmente date da tre numeri i quali esprimono le "dimensioni" di una donna, spesso anche usati in combinazione o elaborati per definire le taglie dei capi d'abbigliamento.

## Forme del corpo femminile

Le quattro forme più comuni del corpo femminile: banana, mela, pera e clessidra.

Indipendentemente dalla percentuale di grasso, dal peso o dalla larghezza, le forme del corpo femminili sono categorizzate in molte delle culture occidentali in una delle quattro forme geometriche basilari, anche se vi è poi un'ampia gamma di dimensioni reali all'interno d'ognuna di queste forme.
1. A banana, o forma elementare: la misura del punto vita è di poco inferiore alla misurazione di busto e fianchi[2]. Il grasso corporeo è distribuito principalmente nell'addome, nei glutei, nel torace e nel viso; questa distribuzione globale di grasso crea la tipica forma a "righello".
2. A mela, o forma a V (con punta triangolare verso il basso): le donne a forma di mela hanno spalle decisamente più ampie rispetto ai fianchi[2], tendono inoltre ad avere gambe e cosce sottili, mentre l'addome e il torace appare più grande rispetto al resto del corpo. Il grasso è distribuito principalmente nell'addome, nel torace e nel viso.
3. A pera, o a cucchiaio/campana (con punta triangolare verso l'alto): la misura dell'anca è qui notevolmente superiore a quella del busto[2]. La distribuzione del grasso varia, ma con una tendenza a depositarsi innanzi tutto nei glutei, nei fianchi e nelle cosce; come il grasso corporeo aumenta in percentuale, una quota crescente ne viene distribuita attorno alla vita e alla parte superiore dell'addome. Le donne con questo tipo di forma del corpo umano tendono ad avere un fondoschiena relativamente più grande, cosce più spesse e un seno relativamente più piccolo.
4. A clessidra, o forma a X (triangoli opposti): l'anca e il busto sono ampie e quasi di pari dimensioni, mentre la vita è molto più sottile[2]. La distribuzione del grasso corporeo tende ad accumularsi sia nella parte superiore che in quella inferiore del corpo; questo tipo di figura femminile ha braccia, torace, fianchi e posteriore più larghi della vita e della parte superiore dell'addome[20].

Uno studio delle forme di oltre seimila donne condotto dai ricercatori della "North Carolina State University" nel 2005 ha rilevato che il 46% di loro erano fatte a banana (o più rettangolare), poco più del 20% a pera, poco più del 14% a mela, infine appena l'8% a clessidra. Un'altra ricerca ha constatato che il punto vita della donna si è mediamente ampliato dal 1950 in poi e che le donne nel 2004 erano più alte con busti e fianchi più grandi rispetto a mezzo secolo prima.

## "Dimensioni"
Le "dimensioni" di una donna sono spesso espresse dalla circonferenza intorno ai tre punti di flesso del corpo (busto-vita-fianchi).
La misura del busto di una donna è una combinazione della sua gabbia toracica e delle dimensioni del petto (o taglia del reggiseno). Anche l'altezza influirà sull'aspetto generale della figura, dal momento che una donna più alta ha anche una maggiore distanza tra i suoi tre punti di misura e un indice di massa corporea più basso, apparendo in tal modo più sottile o con meno curve di una donna di minor altezza.
La britannica AMA (Association of Model Agents) dice che le modelle "perfette" dovrebbero avere 86-61-86 per 173 cm di altezza.

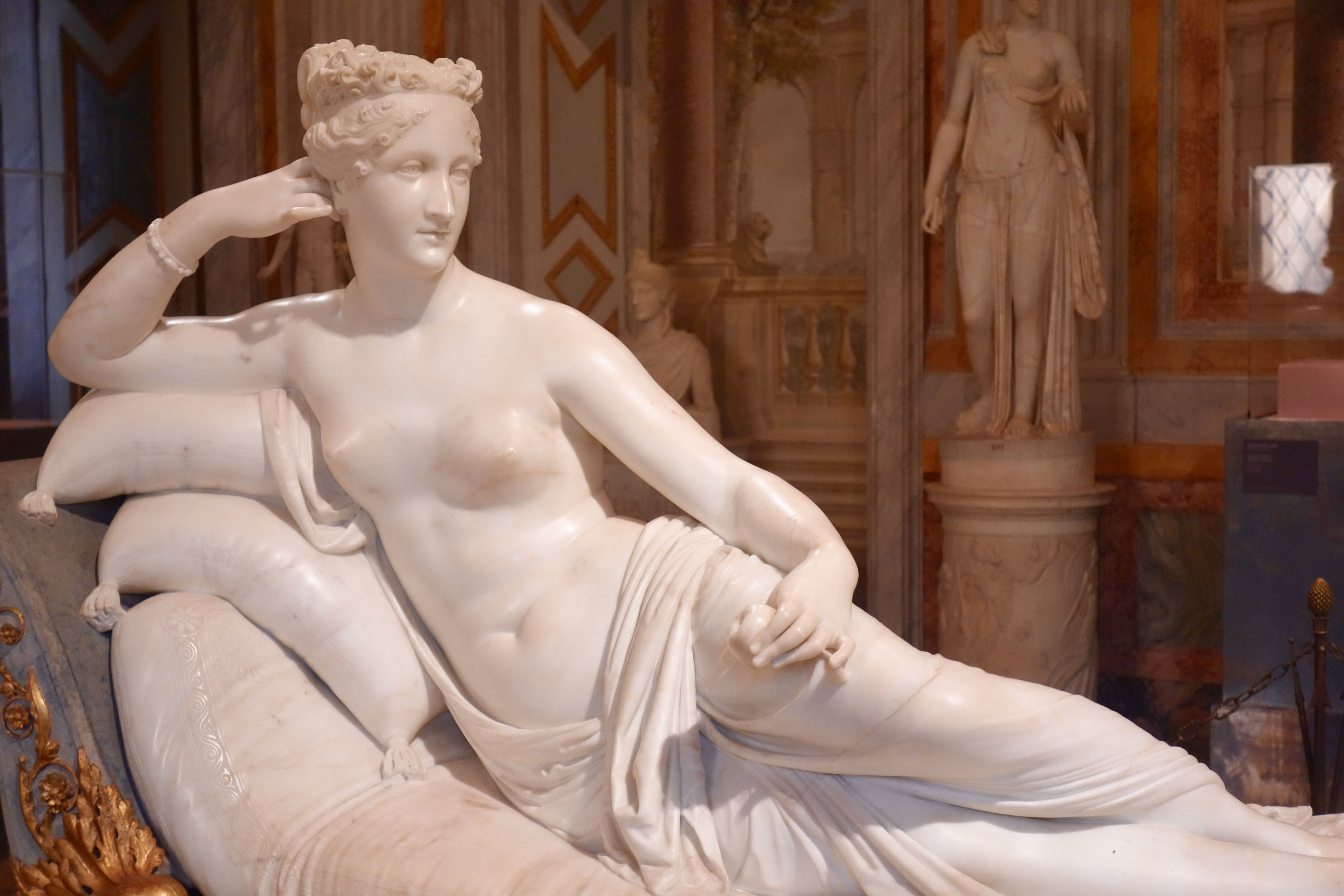
Paolina Bonaparte come Venere vincitrice (1808) di Antonio Canova

## Storia e moda
La figura a clessidra sottile in vita, visto come l'ideale femminile al giorno d'oggi, non è sempre stata la forma del corpo maggiormente desiderata. Il tipo di corpo ideale, così come previsto dai membri della società è cambiata anche notevolmente nel corso della storia; le figurine preistoriche chiamate Veneri paleolitiche mostrano la prima preferenza data al tipo di corpo della donna, ossia decisamente steatopigia. L'enfasi posta sulla pancia sporgente, sui seni e sui glutei è con tutta probabilità il risultato di un'estetica della fertilità; tratti che erano più difficili da raggiungere in quel momento.
Nella scultura della Grecia classica e dell'antica Roma i corpi femminili sono più tubolari e regolarmente proporzionati; non vi è praticamente alcuna enfasi data ad una parte specifica del corpo (né al seno né ai glutei o alla pancia).
Vi sono prove che la moda abbia nel corso dei secoli in parte dettato quello che la gente credeva potessero essere le corrette proporzioni del corpo femminile; questo in quanto il corpo è visto principalmente attraverso l'abbigliamento il quale modifica sempre in parte il modo in cui le forme sottostanti vengono concepite e immaginate. Le prime rappresentazioni di donne veramente alla moda appaiono nel XIV secolo.
Tra il XIV e il XVI secolo in Europa del Nord, le pance sporgenti tornano ad essere nuovamente desiderabili, mentre le proporzioni del resto della figura erano generalmente sottili e l'altezza minuta; questo è più facilmente riscontrabile nei dipinti di nudi dell'epoca: quando si osservano le immagini vestite, il ventre è spesso visibile attraverso una massa di abiti sciolti e fluttuanti. Dal momento che lo stomaco era l'unica caratteristica anatomica visibile, divenne presto esagerato nelle raffigurazioni di nudo, mentre tutto il resto del corpo rimaneva appena accennato.
Anche nell'Europa del Sud, intorno al periodo caratteristico del Rinascimento, questo risultava in parte corrispondere. Pur se l'estetica classica è stata allora attentamente studiata, l'arte prodotta in quel tempo è stata influenzata da entrambi i fattori (quello antico e quello della modernità); ciò ha determinato uno standard i bellezza che ha riconciliato le due estetiche, utilizzando da una parte le figure proporzionate della classicità e dall'altra una forma carnosa con la pelle morbida.
Nei dipinti di nudo artistico del '600, come quelli di Peter Paul Rubens, le donne sembrano per i canoni attuali decisamente grasse, con increspature e curve accentuate. Intanto il corsetto fu molto alla moda per tutto il '700, con la conseguente maggior sottolineatura del punto vita; ha inoltre sollevato e separato il seno, che precedentemente era compresso e ridotto al minimo. Come conseguenza diretta le raffigurazioni di donne nude nel XVIII secolo tendono ad avere una vita molto stretta e seni distinti e alti, quasi come se stessero indossando un corsetto invisibile.
La coppia di dipinti di Francisco Goya, Maja vestida e Maja desnuda è un chiaro esempio di questa estetica vigente tra fine '700 ed inizio '800. Il XIX secolo ha mantenuto la figura generale di quello precedente e le prove possono esser viste nelle opere di vari artisti del tempo, sia accademici come Alexandre Cabanel, Ingres e Bouguereau che impressionisti come Degas, Pierre-Auguste Renoir e Toulouse-Lautrec.
Con l'inizio del XX secolo e l'ascesa della moda atletica e sportiva rivolta anche alle donne ha determinato un drastico dimagrimento della figura femminile; questo è culminato negli anni '20 con lo stile di moda androgino detto Garçonne – figura longilinea con taglio di capelli molto corto "alla maschietta" – e che ha influenzato praticamente tutta la moda del secolo fin quasi ai giorni d'oggi.
Tra gli anni '20 e '30, come detto, la silhouette generale del corpo ideale viene decisamente snellita, con un forte appiattimento di tutto il corpo con conseguente estetica più giovanilistica. Negli anni '50 questa tendenza è proseguita con l'apparizione dei seni a forma di cono, come conseguenza della popolarità sempre crescente del reggiseno detto "a proiettile". Negli anni '60 con l'invenzione della minigonna, nonché la maggior accettazione nell'uso dei pantaloni anche per le donne ha spinto all'idealizzazione della gamba lunga femminile, che continua ancor oggi.
Dopo l'invenzione del reggiseno push-up o "a tuffo" nel corso degli anni '70, ecco che il seno ideale si è fatto arrotondato e più pieno, oltre parzialmente più grande di quanto non fosse in precedenza; negli ultimi decenni la dimensione media dei reggiseni è aumentata. Infine la figura ideale ha favorito un sempre più basso rapporto vita-fianchi.

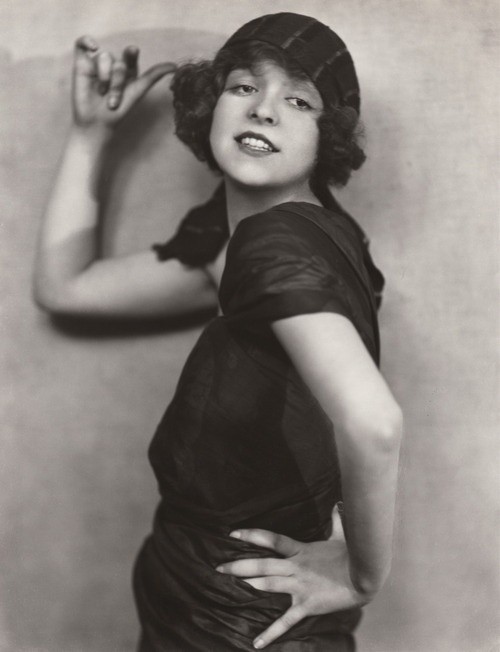
Clara Bow nel 1921, esempio di moda e stile di vita Garçonne.

## Questioni sociali e sanitarie
Ogni società storica sviluppa una sua percezione generale su come dovrebbe essere la forma ideale del corpo femminile. Tali ideali vengono solitamente riflessi nell'arte visiva e nella letteratura prodotta da quella società in un determinato contesto storico, così come accade oggi nei mass media come film e riviste. La dimensione del corpo femminile ideale o preferito è variato nel tempo e continua altresì a variare nelle culture; ma la preferenza data ad una vita piccola è rimasta abbastanza costante nel corso della storia. Un basso rapporto vita-fianchi è stato visto spesso come segno di buona salute e potenziale riproduttivo

### Rapporto vita-fianchi
Rispetto ai maschi, le femmine hanno di norma fianchi relativamente stretti se confrontati ai glutei più ampi che le contraddistinguono.